# Championnats du Mali de cyclisme sur route
Les championnats du Mali de cyclisme sur route sont les championnats nationaux de cyclisme sur route organisés par la Fédération malienne de cyclisme.

## Hommes
| Année | Vainqueur          | Deuxième           | Troisième         |
| ----- | ------------------ | ------------------ | ----------------- |
| 2003  | Adama Togola       |                    |                   |
| 2006  | Adama Togola       |                    |                   |
| 2007  | Salia Togola       | Adama Bagayoko     | Brouyale Diallo   |
| 2010  | Hamidou Diarra     |                    |                   |
| 2011  | Hamidou Diarra     | Zoumana Mariko     | Kötigui Koné      |
| 2012  | Oumar Sangaré      | Kötigui Koné       | Hamidou Diarra    |
| 2013  | Yacouba Togola     | Diakaridia Sangaré | Oumar Sangaré     |
| 2014  | Diakaridia Sangaré | Abdou Diarra       | Bréhima Diarra    |
| 2016  | Oumar Sangaré      |                    |                   |
| 2017  | Yaya Diallo        | Oumar Sangaré      | Bourama Coulibaly |
| 2018  | Bourama Coulibaly  | Yaya Diallo        | Bréhima Diarra    |
| 2019  | Yaya Diallo        | Issiaka Coulibaly  | Daouda Sidibé     |
| 2021  | Bréhima Diarra     | Daouda Djiré       | Issiaka Coulibaly |
| 2022  | Moussa Togola      | Yaya Diallo        | Drissa Bamba      |
| 2023  | Yacouba Diallo     | Madou Coulibaly    | Sitapha Koné      |
| 2024  | Moussa Togola      | Yaya Diallo        | Daouda Djiré      |